# El Perchel
El Perchel o Los Percheles es un barrio de la ciudad española de Málaga perteneciente al distrito Centro. El Perchel está situado geográficamente en el centro de la bahía de Málaga, en un terreno llano, dentro de la Vega baja del Guadalhorce, separado del centro de la urbe por el río Guadalmedina.   
El barrio cuenta con una población aproximada de 2000 habitantes. Según la delimitación oficial del ayuntamiento, limita al norte con La Trinidad; al sureste, con la N-340, que lo separa del acceso al Puerto de Málaga; al noroeste con lo barrios de Carranque y Haza Cuevas; al este con el Ensanche Heredia y con el Centro Histórico (al otro lado del Río Guadalmedina); al oeste con los barrios de Cruz del Humilladero y Los Tilos; y al sur las vías del ferrocarril lo separan de la Carretera de Cádiz. El Perchel está subdividido por el ayuntamiento en dos barrios oficiales, surgidos tras la construcción de la "prolongación de la Alameda"; los cuales son El Perchel Sur y El Perchel Norte. Tradicionalmente, también se consideran y son tratados como partes de El Perchel otros barrios colindantes como Explanada de la Estación, Plaza de Toros Vieja, La Aurora, Polígono Alameda o Mármoles
Entre los lugares de interés del barrio se encuentran las Iglesia del Carmen, de San Pedro, de Santo Domingo de Guzmán y la basílica de la Esperanza; los edificios de Correos y Hacienda o la antigua casa de socorro de La Trinidad. El intercambiador de metro Málaga "El Perchel", donde confluyen la línea 1 y la línea 2 lleva el nombre del barrio. El Perchel aparece mencionado en el Quijote de Cervantes y en la letra de la canción popular española  «Échale guindas al pavo».  

## Origen
El Perchel es uno de los barrios más antiguos de Málaga. Surge como zona de extramuros, que estuvo separada de la ciudad durante varias décadas. Durante la presencia romana, el Perchel se convierte en una zona en la que convivían industrias con casas. Todo el terreno cercano a las playas ya era industria salazonera, varadero de esquifes, solario para la desecación del pescado, residencia de patronos pesqueros y bosque peculiar de perchas de palo. Los árabes hicieron definitivo barrio de pescadores al Perchel y mantuvieron durante ocho siglos su condición de zona periférica. Las típicas calles del barrio han ido desapareciendo paulatinamente desde mediados del siglo XX, siendo sustituidas por grandes avenidas como la de Andalucía o la de Callejones del Perchel, principales ejes vertebradores del barrio, junto a la Avenida de la Aurora, que atraviesa el barrio en dirección este - oeste en paralelo a la Avenida de Andalucía.

## Historia
El Perchel de hoy poco o nada tiene que ver con el que nació a la sombra de una industria. Para que la población no sufriera los malos olores que despedía ésta (secado de pescado) se destinaron los terrenos existentes al otro lado del río, y al ser necesario para ello usar perchas o palos en los cuales se ponía el pescado a secar, de ahí viene el nombre de “Los Percheles”. 
Durante la presencia romana, el Perchel se convierte en una zona en la que convivían industrias con casas, todo el terreno cercano a las playas ya era industria salazonera, varadero de esquifes, solario para la desecación del pescado, residencia de patronos pesqueros y bosque peculiar de perchas de palo. Los árabes hicieron definitivo barrio de pescadores al Perchel y mantuvieron durante ocho siglos su condición de zona periférica.

Durante la época andalusí, en torno al siglo XI, se llamó Attabanim. Fue el primer asentamiento urbano e industrial periférico de Málaga y el primer barrio extramuros de la ciudad musulmana, estuvo separado hasta la demolición de sus muros.

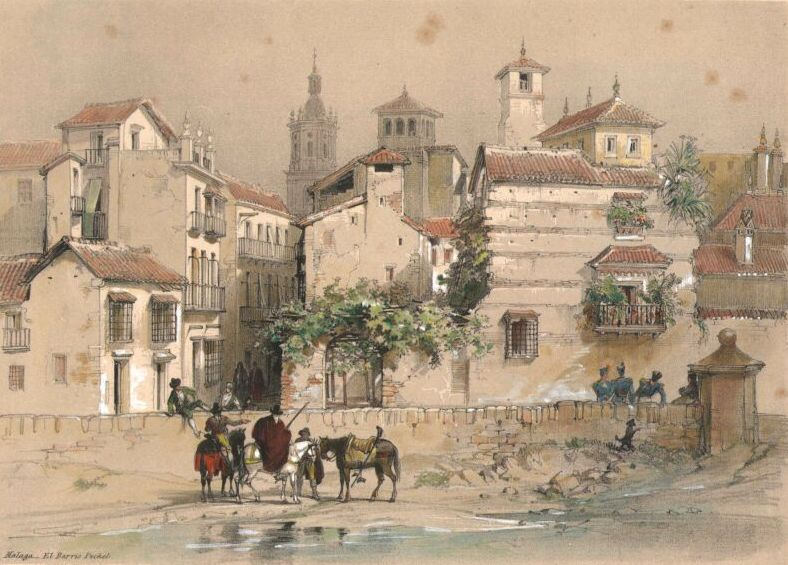
Vista del barrio en el siglo XIX

Uno de los símbolos percheleros fue la Estación de Andaluces. La estación nace gracias a que distintas familias como Heredia, Larios y los Loring, entre otras, la fundaron para establecer la línea Córdoba-Málaga. La Estación aportó al Perchel una gran actividad, que, unida a la que tradicionalmente mantenía dada su industria y comercio, sirvió como revulsivo.
El Perchel aparece mencionado en la obra de Miguel de Cervantes Don Quijote.

### Demolición del barrio
En los años 40 del s. XX se planificó la prolongación de la Alameda Principal más allá del río Guadalmedina, lo que conllevó hasta la década de 1970 la expropiación y la demolición de una porción significativa del barrio. Esta acción municipal hizo desaparecer su trama urbana, sus edificios y sus calles trasladando a su vecindario a nuevas barriadas en la entonces periferia de la ciudad.

La prolongación dio pie a la actual Avenida de Andalucía, sede de edificios administrativos, centros comerciales y edificios residenciales para una pujante clase media al calor del nuevo turismo en la Costa del Sol. Esta avenida atravesó el antiguo barrio, dividiéndolos en los actuales Perchel Sur y Perchel Norte. Esta separación supuso una ruptura que para muchos historiadores provocó un proceso de desaparición y degradación que ha terminado por destruirlo casi por completo.
"El Perchel es un barrio prácticamente desaparecido en la actualidad, y eso le da un carácter mítico. La nostalgia de sus antiguos vecinos y el desconocimiento de su verdadera historia hacen que su memoria esté todavía envuelta en una cierta leyenda de barrio obrero y popular que, al menos, merece una revisión. La presencia de viejas casas principales en el entorno de Santo Domingo dan idea de un barrio que en los siglos XVII y XVIII no era una ciudad tan aparte como habitualmente se sugiere." Victor Heredia (Historiador) 
Otras voces consideran que, pese a la demolición del barrio:
"El Perchel y La Trinidad consiguió mantener la esencias, fosilizadas en sus corralones y patios de intricado barroquismo andaluz". Salvador Moreno (Arquitecto)
La presión urbanística que adolece el barrio con la proliferación de hoteles y apartamentos turísticos ha provocado la creación de diferentes iniciativas vecinales como El Perchel no se vende ante el derribo de viviendas en la calle Callejones del Perchel.Finalmente a comienzos de 2024 se llegó a un acuerdo, con la formalización de la demolición final de dicha manzana de viviendas. 

## Edificios y lugares notables
En el barrio del Perchel nacieron varias parroquias, como lo fue la del Carmen, iglesia carmelita, y Santo Domingo de Guzmán, por la orden dominica. Y no olvidar la parroquia de San Pedro. La ermita de Zamarrilla se encuentra en la barrera de los barrios de El Perchel y La Trinidad.
Más tarde, tras realizar la gran Casa de Hermandad del Dulce Nazareno del Paso y María Santísima de la Esperanza y junto a la demolición de gran parte del barrio, se construyó la sede de los titulares ya que eran de Santo Domingo, dándole la Santa Sede el nombre de Basílica menor de la Esperanza posteriormente.
Otros edificios importantes son La Casa de Socorro, antiguo ambulatorio del barrio, situada en la plaza del Llano de Doña Trinidad, que hoy día cumple la función de cuartel de la policía local; así como también tiene especial importancia el Mercado del Carmen, donde se vendía el tan famoso pescado y salazones, que hoy día sigue teniendo gran fama.
Otros edificios son la sede de Correos y la Delegación de Hacienda, ambos situados a cada lado del puente de Tetuán.
También se encuentra en el Perchel el edificio de los grandes almacenes El Corte Inglés, junto a la avenida de Andalucía.
Como infraestructuras destacables referir el puente peatonal del Perchel que une calle Salitre con calle Alemania a la altura del Centro de Arte Contemporáneo, obra de los arquitectos Juan Antonio Marín Malavé y Javier Pérez de la Fuente y los ingenieros de caminos Judit Canedo Aceituno y Jorge Barrios Corpa.
Calles como Cuarteles, nombre que recibe por el antiguo cuartel de los gurripatos (aviación), Callejones del Perchel, Ancha del Carmen, en la cual encontramos la Archicofradía del Carmen tan querida por los vecinos. Armengual de la Mota, en recuerdo al perchelero que fue Obispo de Cádiz y ministro de la Corona, y donde se encuentran comercios como Mango, Lefties, entre otros; y famosas cafeterías, como es el caso de Starbucks o Dunkin' Coffee. Plaza del Llano de Doña Trinidad, por la famosa andaluza Trinidad Grund, en ella encontramos La Casa de Socorro; y calle de la Puente, de donde han salido muchos cantaores y bailaores, como La Repompa.
Las casas de vecinos y corralones era lo habitual en El Perchel pero con la demolición del barrio pocos han quedado en pie. El corralón más conocido es "El corralón de Santa Sofía", en calle Montes de Oca. Y algún que otro más reconstruido se puede encontrar en las calles Polvorista, la Puente y Agustín Parejo. Casas de vecinos que siguen en pie se pueden encontrar en las calles Malpica, Montalban y Callejones del Perchel, aunque en esta última se ha demolido, a principios de 2015, una de las tres que quedaban en la vía. 

### Arquitectura religiosa

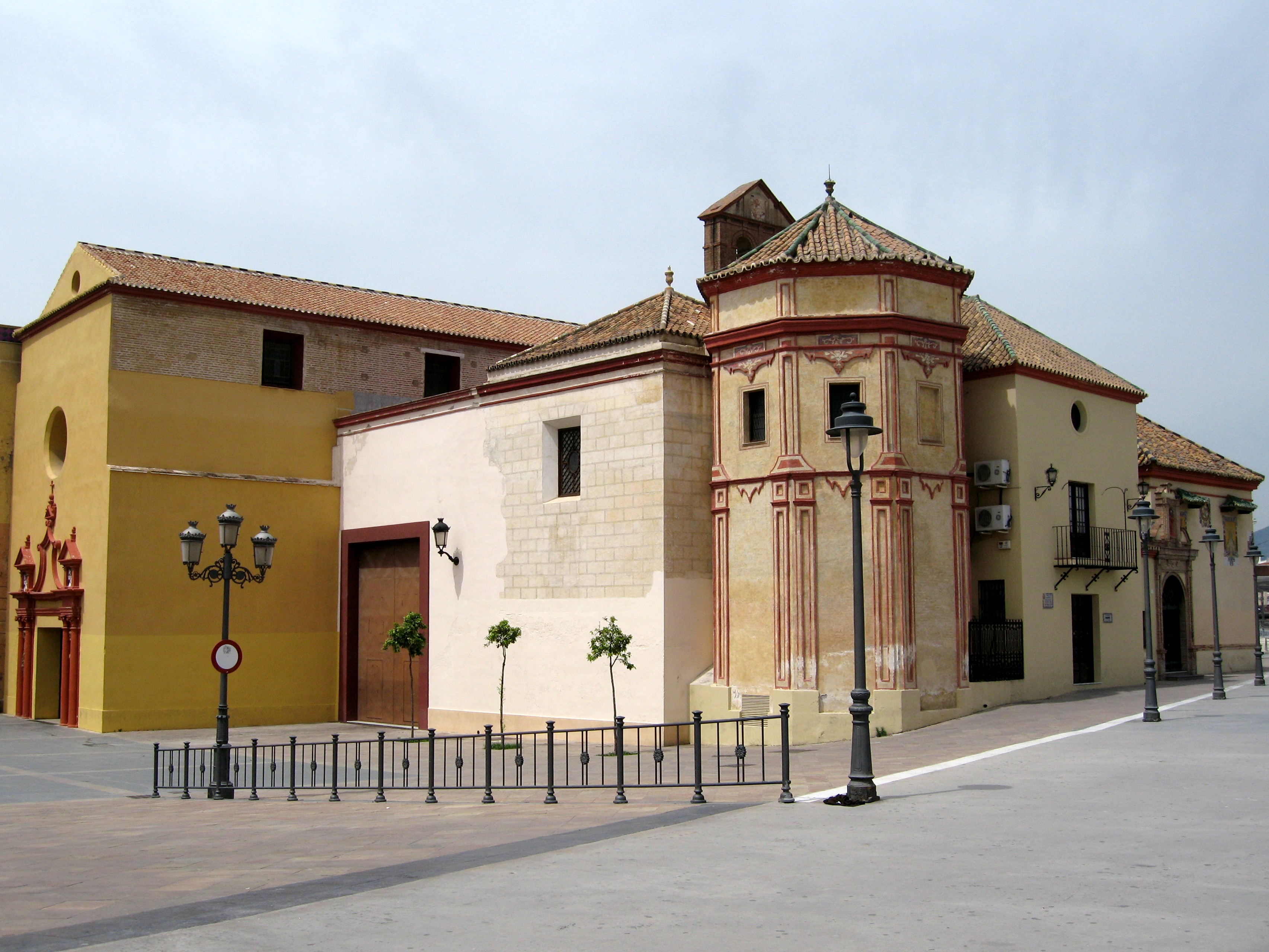
Iglesia de Santo Domingo.

#### Iglesia de San Pedro
El origen de la Iglesia de San Pedro se remonta a un proyecto inacabado, de Pedro Díaz de Palacios, entonces maestro mayor de la catedral de Málaga, al que se le encarga en 1629. Después de los sucesos acaecidos en 1931 y 1936, al encontrarse el inmueble en estado ruinoso, se decide su reconstrucción, según los proyectos presentados en 1942 y 1943 por el arquitecto Enrique Atencia.

#### Iglesia de Santo Domingo
La Iglesia de Santo Domingo de Guzmán data del siglo XV. Fue construida tras la conquista cristiana y situada extramuros. Formaba parte de un gran complejo conventual. 

#### Convento de San Andrés
El Convento de San Andrés fue fundado por la Orden de los Carmelitas Descalzos en el siglo XVI sobre una ermita existente. Ha servido como hospital y como cuartel de tropas propias y enemigas. En el siglo XIX el convento sirvió como prisión del general liberal José María Torrijos y sus 49 compañeros. 

#### Basílica de la Esperanza
La Basílica de la Esperanza data de 1988. Fue edificada para rendir culto a las sagradas efigies de Jesús Nazareno del Paso y Nuestra Señora de la Esperanza, como regalo de Coronación Pontificia de la sagrada virgen. Presenta planta basilicar paleocristiana, siendo la bóveda de cañón y el ábside del camarín profusamente decorada mediante alegorías marianas y los profetas mayores respectivamente. Está circundada por seis murales de azulejería andaluza que presentan escenas marianas del Nuevo Testamento: la Encarnación, la Visitación, el Nacimiento, las bodas de Caná, la Coronación de la Virgen y María junto a la Cruz.

### Arquitectura civil

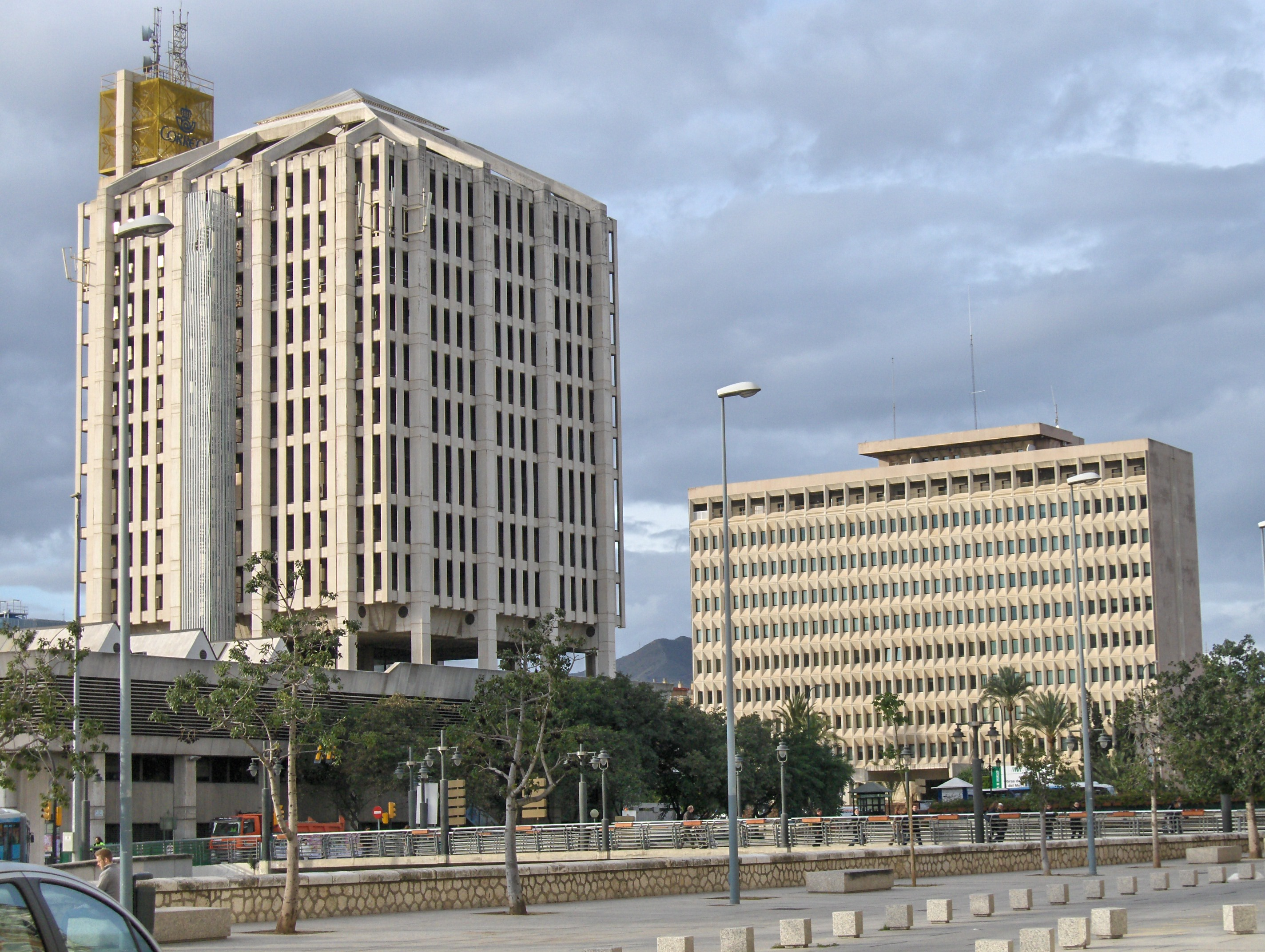
Sedes de Correos y Hacienda.

#### Casa de socorro
La antigua casa de socorro de La Trinidad es una obra de 1918 del arquitecto Fernando Guerrero Strachan. De planta poliédrica, el edificio combina distintos tipos de texturas, vanos, tonalidades y diferentes alturas consiguiendo junto con la decoración un buen ejemplo de la variante del regionalismo neomudéjar conocida como alhambrismo. 

#### Delegación de Hacienda
La Delegación de Hacienda de Málaga está situada en el número 4 de la Avenida de Andalucía. Fue construida en 1979, según los planos de los arquitectos José Luis Dorronsoro y Eduardo Caballero. El edificio se plantea en dos volúmenes: uno vertical de once plantas que configura la fachada hacia la avenida y otro horizontal de cinco plantas orientado al norte. Ambos están conectados por la planta de acceso y las dos primeras plantas. La fachada presenta una retícula uniforme hecha con piezas prefabricadas de hormigón blanco de forma abocinada, que enmarcan las ventanas.

#### Sede de Correos
La antigua sede central de Correos de Málaga está situada justo en frente de la Delegación de Hacienda, formando ambos edificios la puerta de entrada a El Perchel a través del Puente de Tetuán desde el centro histórico. Fue terminado en 1980 y mide más de 62 metros. Su diseño se debe a los arquitectos José Luis González y Juan Salabert. Correos dejó el edificio en 2010.

## Personajes ilustres
- Lorenzo Armengual de la Mota, presidente del Consejo de Hacienda y Obispo de la ciudad de Cádiz.
- Pepita Durán, bailarina bellísima que triunfó en Madrid, en las cortes de Roma, París, Viena, Berlín, Moscú y Londres.
- Enriqueta, conocida como la Repompa, era una gran cantaora de etnia gitana conocida por Málaga entera por sus bulerías y sus soleas.
- María "La Faraona" también fue una gran cantaora que nació en El Perchel y falleció en el barrio vecino de La Trinidad. Anualmente, cantaba saetas a Jesús Cautivo y al Chiquito (señor de la Misericordia). Málaga le dedicó un retablo a dicha cantaora en el Pasaje de La Faraona cuando falleció.
- Pepito Vargas, gran bailaor de El Perchel que falleció a principios del 2015, el último que quedaba del barrio.
- José Moreno Carbonero, uno de los más famosos y representativos pintores de la Escuela Malagueña del XIX. De pequeño, nada más manifestar sus habilidades pictóricas, le llamaron en el barrio «El Niño Moreno»
- El escultor gitano Juan Vargas, autor, entre otras muchas obras, de la imagen del Cristo de los Gitanos. Vargas triunfó en Madrid, en París y en Casablanca.
- Pepe Salas, actor e interpretador siendo uno de los primeros percheleros en subir al teatro de Cervantes.
- Pintores nacidos en el Perchel fueron Francisco Hidalgo, que destacó en la Málaga de los años cincuenta con sus óleos, acuarelas y guaches; asimismo, Pepe Guevara Castro, uno de los fundadores del Grupo Montmartre.
- Pepe Mena afamó como concejal que fue de nuestro Ayuntamiento y creador de la Orden del Boquerón de Plata, insignia que impuso a reyes, gobernantes y visitantes ilustres de Málaga hasta hacerla famosa en el mundo entero.
- El Chachi, un experto matarife que gozaba de generales simpatías en los distintos ambientes del barrio.
- El Piyayo, cantaor y guitarrista, a quien hizo famoso el poeta José Carlos de Luna con el poema del mismo título de su mote artístico.
- Matías Lara y Paco Madrid fueron los toreros más conocidos del emblemático Perchel.
- Salvador Reina, actor y humorista malagueño contemporáneo criado en el perchel.
- Juan Manuel Espinosa Álvarez, empresario malagueño de origen perchelero.

## Fiestas Populares
La fiesta popular más importante es el Carnaval que transcurre durante el mes de febrero y termina con el famoso desfile del entierro del boquerón.

### Potaje Perchelero
La popular fiesta de Carnavales que es celebrada en El Perchel recibe el nombre del singular potaje típico del barrio, el potaje perchelero. Esta fiesta celebrada durante toda una jornada tiene mucho protagonismo, a la cual provienen los distintos vecinos que fueron exiliados por la demolición y el crecimiento de la ciudad. Disfraces, chirigotas, comparsas, murgas, degustaciones del plato, etcétera, hace que la celebración sea una gran fiesta para todos los vecinos.

### Semana Santa
La Semana Santa para el barrio del Perchel siempre ha sido muy significativa, ya que el barrio fue cuna de cofradías, por la antigüedad que presentan muchas de ellas, además de ser las más señeras de la ciudad y populares en Andalucía:
- El Huerto, es una más aunque históricamente siempre ha estado ubicada en el centro. Su salida es en Domingo de Ramos.
- Dolores del Puente, su salida es en Lunes Santo.
- La Humillación, su salida es en Martes Santo.
- La Expiración, El Cristo de la Expiración y la Virgen de los Dolores hacen su salida es en la madrugada del Miércoles a Jueves Santo. La Virgen de los Dolores fue la primera dolorosa coronada de Málaga.
- La Congregación de Mena, su salida es en Jueves Santo.
- Zamarrilla, su salida es en Jueves Santo.
- El Chiquito, su salida es en Jueves Santo. Su Virgen María Santísima del Gran Poder y su Cristo es Nuestro Padre Jesús de la Misericordia, conocido como "el Chiquito". Es famoso su trono por ser de carrete, típico malagueño.
- El Paso, El Dulce Nombre de Jesús Nazareno del Paso y María Santísima de la Esperanza hacen su Salida Procesional en la madrugada del jueves a Viernes Santo. Fue la primera Hermandad erigida en los Percheles, durante la época de los Reyes Católicos.

### El Carmen
El día del Carmen tiene gran tirón devocional el popular barrio de El Perchel, barrio también del Carmen, pues sale en procesión a primeras horas de la mañana la coronada de la parroquia que recibe el mismo nombre. En 2015 hace 100 años que la virgen del Carmen bendice las aguas malagueñas. En el regreso de la procesión, ya al caer la noche, se recibe a la perchelera con fuegos artificiales, bailes y vítores.

## Transporte
Málaga entera está comunicada con el barrio, ya sea por el autobús urbano o por el tren metropolitano

### Autobús Urbano
En autobús queda conectado mediante las siguientes líneas de la EMT: 
| Línea | Trayecto                                                       | Frecuencia                             |
| ----- | -------------------------------------------------------------- | -------------------------------------- |
| 1     | Parque del Sur - San Andrés                                    | 11-12 minutos                          |
| 2     | Atarazanas - Ciudad Jardín (San José)                          | 11-12 minutos                          |
| 3     | Puerta Blanca - Alameda Principal - El Palo (C. de Olías)      | 10 minutos                             |
| 4     | Paseo del Parque - Cortijo Alto                                | 15-20 minutos                          |
| 5     | Alameda Principal - Guadalmar - Parque de Ocio                 | 11-12 minutos                          |
| 7     | Parque Litoral - Alameda Principal - Miraflores de los Ángeles | 11-12 minutos                          |
| 8     | El Palo (P. Virginia) - Hospital Clínico                       | 11-12 minutos                          |
| 9     | Alameda Principal - Churriana (Maestro Vert)                   | 11-12 minutos                          |
| 10    | Alameda Principal - Churriana (Calle Torremolinos)             | 11-12 minutos                          |
| 11    | Universidad - Alameda Principal - El Palo (P. Virginia)        | 10 minutos (15-17 en época no lectiva) |
| 14    | Paseo de la Farola - Teatinos                                  | 8-10 minutos                           |
| 17    | Atarazanas - La Palmilla                                       |                                        |
| 19    | Paseo del Parque - Campanillas                                 | 15 minutos                             |
| 20    | Alegría de la Huerta - Los Prados                              | 20 minutos                             |
| 21    | Paseo del Parque - Puerto de la Torre                          | 10-15 minutos                          |
| 23    | Paseo del Parque - Parque Cementerio                           | 20-30 minutos                          |
| 25    | Paseo del Parque - Campanillas                                 | 15-20 minutos                          |
| 31    | Paseo del Parque - Palacio de Deportes                         | 20 minutos                             |
| 32    | Avda Andalucía - El Limonar - Mayorazgo                        | 20-30 minutos                          |
| 33    | Avda Andalucía - Cerrado de Calderón                           | 20-30 minutos                          |
| 34    | Avda Andalucía - Pedregalejo (Bda. La Mosca)                   | 20-30 minutos                          |
| 35    | Avda Andalucía - Gibralfaro                                    | 30-50 minutos                          |
| 36    | Avda Andalucía - Conde de Ureña                                | 60 minutos                             |
| 37    | Avda Andalucía - Altamira - Monte Dorado                       | 20-30 minutos                          |
| 38    | Paseo del Parque - Granja Suárez (San Alberto)                 | 30-40 minutos                          |
| C1    | Circular 1                                                     | 11-12 minutos                          |
| C2    | Circular 2                                                     | 11-12 minutos                          |
| A     | Paseo del Parque - Aeropuerto                                  | 20 minutos                             |
| E     | Paseo del Parque - PTA (Exprés)                                | 9 minutos (horario especial)           |
| N1    | Puerta Blanca - El Palo                                        | 40 minutos                             |
| N2    | Plaza de la Marina - Circular                                  | 50-55 minutos                          |
| N3    | Paseo del Parque - Campanillas                                 | 60-90 minutos                          |
| N4    | Paseo del Parque - Puerto de la Torre                          | 60-90 minutos                          |

### Tren Metropolitano
| Líneas de metro con parada en esta estación | Líneas de metro con parada en esta estación | Líneas de metro con parada en esta estación | Líneas de metro con parada en esta estación |                         |
| << cabecera                                 | < estación                                  | línea                                       | estación >                                  | cabecera >>             |
| ------------------------------------------- | ------------------------------------------- | ------------------------------------------- | ------------------------------------------- | ----------------------- |
| Atarazanas                                  | Guadalmedina                                |                                             | La Unión                                    | Andalucía Tech          |
| Guadalmedina                                | Guadalmedina                                |                                             | La Isla                                     | Palacio de los Deportes |